# Терофиты
Терофиты, сокр. Th (от греч. theros — лето и …фит) — один из пяти основных типов жизненных форм растений, согласно систематике экологических условий, в которых сформировалась растительность.
Терофиты классифицируются тем, что переживают неблагоприятный период (зиму, засуху) в виде семян.
Все терофиты — однолетние растения (марьянник розовый, Костёр мягкий, Трясунка большая, эфемеры).
Местообитание — степи, полупустыни, пустыни, а также в лесной зоне — это преимущественно сорняки полей (Сумочник обыкновенный или Пастушья сумка, Гулявник лекарственный (Sisymbrium officinale), Жерушник болотный (Rorippa palustris (L.) Besser)).